# السجن الأسود
السجن الأسود هو معسكر اعتقال عسكري أمريكي أنشئ عام 2002 داخل قاعدة باغرام الجوية بأفغانستان. مع انسحاب القوات الأمريكية من أفغانستان، لم يعد تعمل. كان "السجن الأسود"، المتميز عن السجن الرئيسي لمرفق باغرام للمعتقلين، يديره وكالة استخبارات الدفاع الأمريكية وقوات العمليات الخاصة الأمريكية. وكانت هناك مزاعم عديدة بوقوع انتهاكات مرتبطة بالسجن، بما في ذلك الضرب والحرمان من النوم وإجبار النزلاء على اتخاذ أوضاع مجهدة. رفضت السلطات الأمريكية الاعتراف بوجود السجن. يتألف المرفق من زنزانات خرسانية فردية بدون نوافذ، تُضاء كل منها بمصباح كهربائي واحد يتوهج على مدار 24 ساعة في اليوم. أُبلغ عن وجوده لأول مرة من قبل الصحفي أناند جوبال وأكدته العديد من التحقيقات اللاحقة.
على الرغم من توقيع الرئيس الأمريكي باراك أوباما على أمر لإزالة المواقع السوداء التي تديرها وكالة المخابرات المركزية في يناير 2009، لم ينطبق هذا الأمر على السجن الأسود. أثناء وجوده، كانت منظمات حقوق الإنسان تشعر بالقلق من أن السجن لا يزال يتعذر الوصول إليه من قبل كل من الصليب الأحمر واللجنة الأفغانية المستقلة لحقوق الإنسان. زعمت اللجنة الدولية للصليب الأحمر أنها كانت تتلقى أسماء نزلاء منذ عام 2009.
ذكرت بي بي سي نيوز في 11 مايو 2010، أن الصليب الأحمر أكد لهم وجود الموقع وأنهم سمعوا روايات سجناء سابقين.  

## روابط خارجية
- السجن الأسود في باغرام
- مزاعم جديدة أن الولايات المتحدة تدير سجنًا سريًا في أفغانستان بي بي سي نيوز ، 15 أكتوبر 2010